# Dajr al-Ghusun
Dajr al-Ghusun – miasto w Palestynie, w muhafazie Tulkarm. Według danych Palestyńskiego Centralnego Biura Statystycznego w 2016 roku liczyło 9668 mieszkańców.